# Leopoldo Cano
Leopoldo Cano y Masas (Valladolid, 13 de noviembre de 1844-Madrid, 9 de abril de 1934) fue un escritor español ligado al realismo literario, miembro de número de la Real Academia Española, donde ocupó el sillón «a» entre 1910 y 1934.

## Biografía

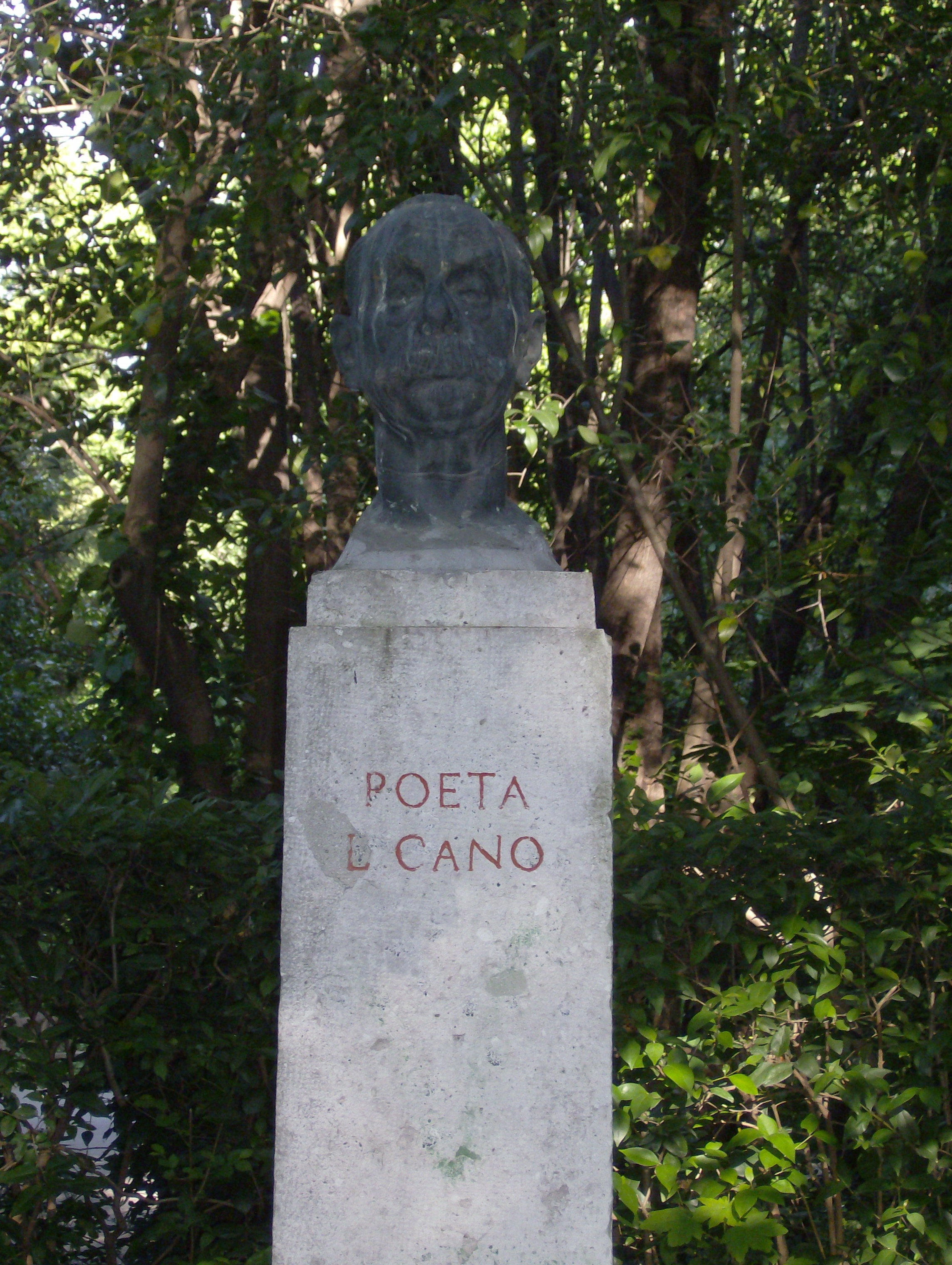
Busto de Leopoldo Cano en el Campo Grande de Valladolid. En el mismo parque estuvo emplazado el monumento esculpido por Emiliano Barral, colocado en 1935 y destruido tras la Guerra Civil española.

Nacido el 13 de noviembre de 1844 en Valladolid, compaginó la literatura con la vida militar alcanzando el grado de general de división. Fue autor teatral de éxito en España y América con un estilo ampuloso de acuerdo con la moda de su tiempo.
Autor de espíritu liberal con preocupaciones sociales que plasmó en muchas de sus obras. Se le clasifica dentro del realismo y entre los discípulos del neorromántico José Echegaray. Contribuyó en publicaciones periódicas como La Estrella Polar de Mahón, El Gato Negro y Pluma y Lápizde Barcelona y Heraldo de Madrid y Gente Vieja de Madrid.
Su obra más importante, La Pasionaria, fue estrenada en el Teatro Jovellanos de Madrid el 14 de diciembre de 1883. Se acercó a la tragedia clásica al publicar en 1884 La muerte de Lucrecia. El 19 de junio de 1910 ingresó en la Real Academia Española con el sillón «a» minúscula.
Contrajo matrimonio con Isabel de Orozco de Lapuente y tuvo una hija llamada Gloria Cano de Orozco. Falleció el 9 de abril de 1934 en Madrid.

## Obras

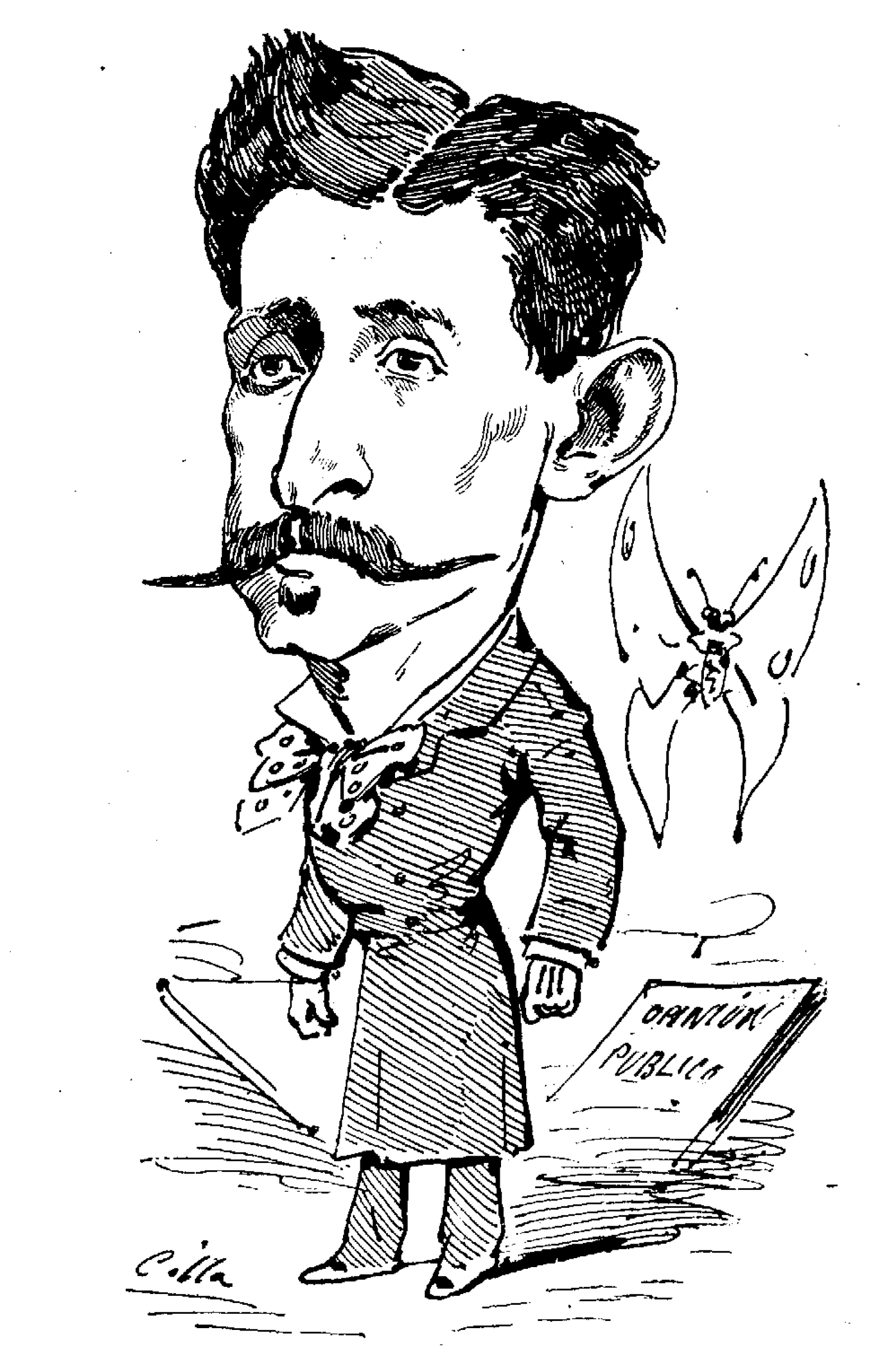
Caricaturizado por Cilla en Madrid Cómico (1880)

### Teatro
- La pasionaria: drama en tres actos y en verso Madrid, 1883 (Establecimiento Tip. de M. P. Montoya y Cª); reeditado en el mismo lugar e imprenta en 1884, y luego en Madrid: Administración Lírica-dramática, (Imprenta de José Rodríguez) en 1886 y 1890; después en Madrid, (R. Velasco, imp.) en 1897 y 1903.
- Trata de blancos: drama en tres actos y en verso Madrid, 1887 (José Rodríguez)
- El Código del honor: drama en tres actos y en verso Madrid, 1881 (Tipografía de Gregorio Estrada)
- El más sagrado deber: drama en tres actos y en verso Madrid, 1877 (José Rodríguez)
- Gloria: Comedia en tres actos y en verso, Madrid, 1888 (Imprenta de José Rodríguez); segunda edición Madrid, 1889 (Imprenta de José Rodríguez)
- La Mariposa: Comedia en tres actos y en verso Madrid, 1879 (Tipografía de G. Estrada); segunda edición Madrid, 1891 (imprenta de José Rodríguez)
- La Moderna idolatría : drama en tres actos y en verso, Madrid, 1882 (Imprenta de Cosme Rodríguez)
- La Muerte de Lucrecia: cuadro trágico en un acto y en verso, Valladolid: Imprenta, librería y almacén de papel de Hijos de J. Pastor, 1884
- La Opinión pública: drama en tres actos y en verso Madrid, 1878 (Impr. de Pedro Abienzo); segunda edición Madrid, 1880 (Imprenta de Pedro Abienzo)
- Los laureles de un poeta: drama en tres actos y en verso Madrid, 1878 (José Rodríguez)
- ¡Velay!: comedia en tres actos y en verso Madrid, 1895 (R. Velasco)
- La maya: alegoría dramática en tres actos y en verso Madrid, 1901 (R. Velasco, imp.)
- Máter dolorosa: drama en tres actos y en prosa Madrid, 1904 (R. Velasco, imp.)

### Lírica
- Saetas poesías Madrid: F. Bueno y Compañía, s. a. (Imprenta de Enrique Rubiños); otra edición Saetas: poesías ilustradas Madrid: Eduardo Hidalgo, (Imp. de Enrique Rubiños)

### Poesía
- «El Triunfo de la Fé». Revista del Turia, número 54, 31 de mayo de 1883.[6]